# Bogotá

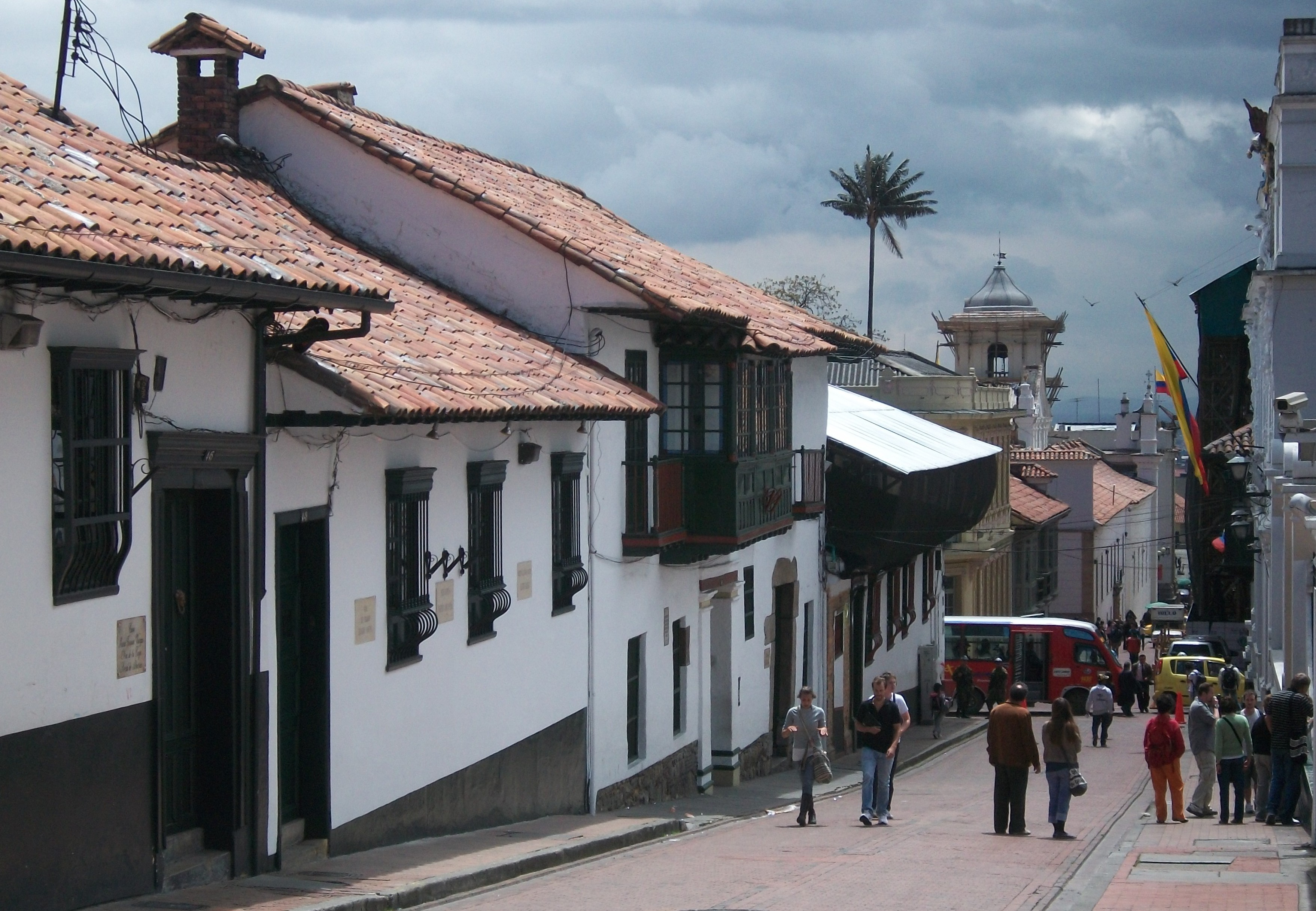
La Candelaria.

Bogotá, officiellt Bogotá, D.C. (D.C. för "Distrito Capital", Huvudstadsdistriktet), tidigare kallad Santa Fe de Bogotá, är Colombias huvudstad, såväl som den folkrikaste staden i landet, med 7 139 232 invånare (2008). Bogotá och dess storstadsområde, vilket inkluderar kommuner som Chía, Cota, Soacha, Cajicá och La Calera, hade 2008 en beräknad befolkning på 8 368 419. Staden ligger i Anderna, cirka 2 600 meter över havet. Vid staden ligger även Bogotáfloden och vid den ligger Bogotáslätten, en platå och dal.

## Historia
Namnet kommer från ett ord på språket chibcha, Bacatá. Bogotáslätten var befolkad av muiscanfolket innan spanjorerna kom och grundade staden 1538. Stadens spanska namn var Santa Fé (helig tro). Eftersom det finns flera Santa Fé i Amerika kallades staden "de Bogotá", (i Bogotá), efter slätten.
1550 grundade den spanska kolonialmakten flera institutioner i nuvarande Colombia och Santa Fé blev på 1700-talet huvudstad i Nya Granada.
1554 blev Bogotá biskopssäte och 1580 universitet. Industrin var länge obetydlig men började utvecklas under 1900-talet.
1810 startade ett uppror mot den spanska kolonialmakten. Santa Fé blev huvudstad för Republiken Nya Granada och senare till Republiken Colombia (Storcolombia). Santa Fé bytte namn till Bogotá.
1948 skakades staden av el bogotazo, de förmodligen värsta kravallerna i den latinamerikanska historien. Stora delar av staden härjades av uppretade folkmassor efter mordet på den populäre politikern Jorge Eliécer Gaitan. Detta har blivit ett uttryck för de enorma sociala problem som även senare präglat Bogotá, där stora kåkstäder ligger sida vid sida med de moderna husen och skyskraporna.

## Geografi

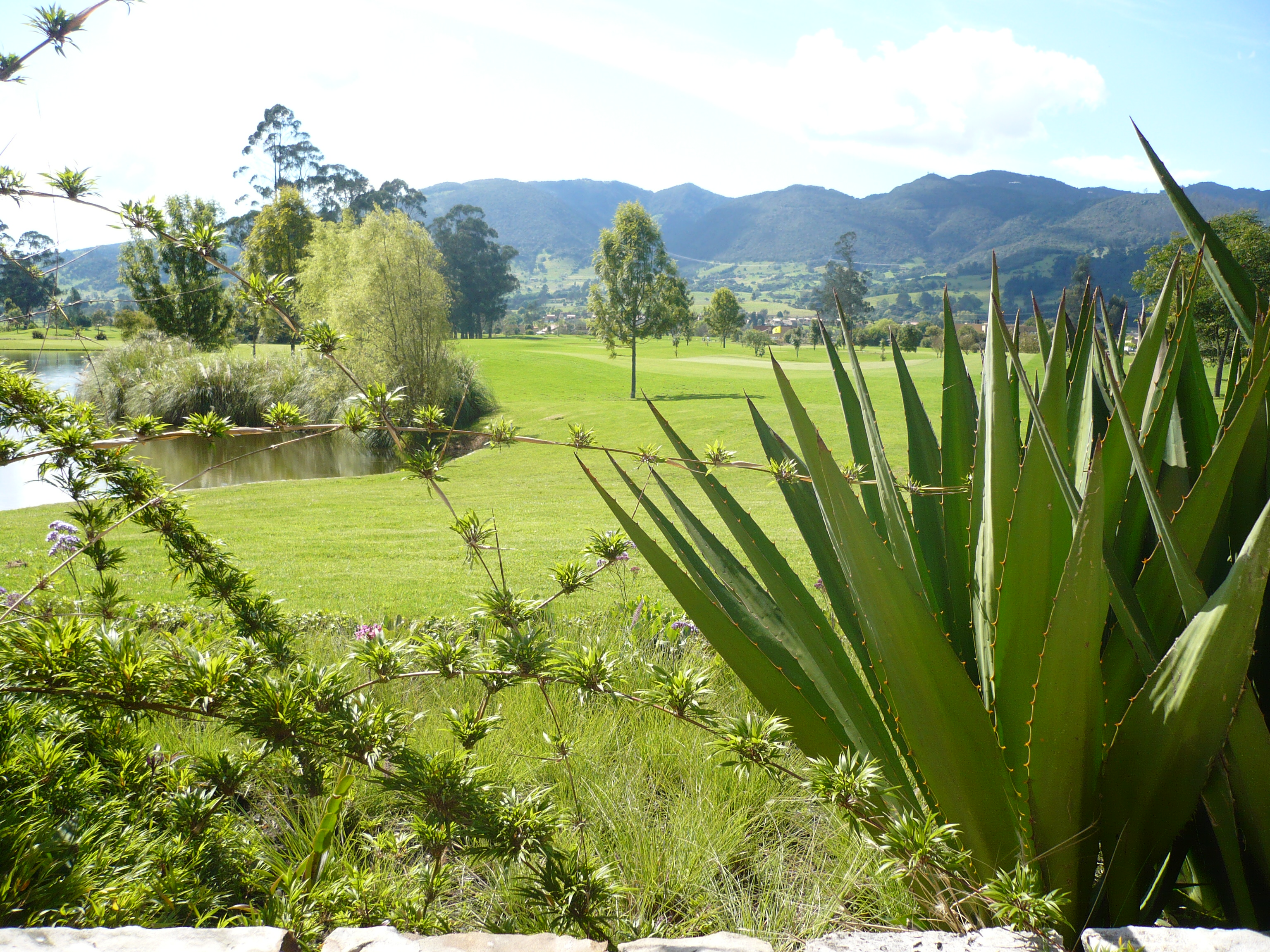
Anderna i Bogotá.

Staden Bogotá ligger på Bogotáslätten, en platå 2 620 meter över havet. Platån ligger i bergskedjan Östkordiljäran som är en del av Anderna. Genom staden Bogotá rinner fyra floder: Juan Amarillo, Salitre, Fucha och Tunjuelito. Alla dessa floder slutar i Bogotáfloden som utgör gräns för distriktet. Staden ligger i den norra delen av distriktet, på slätten. Centrala och södra delen av distriktet är landsbygd och bergsområde och heter Sumapaz. Sumapazfloden rinner upp där.

## Stad och storstadsområde
Staden Bogotá är belägen i den norra delen av det huvudstadsdistrikt, Distrito Capital de Bogotá, som utgör kommunens administrativa gräns. Centralorten hade 7 139 232 invånare den 30 juni 2008, med totalt 7 155 052 invånare i hela kommunen.
Storstadsområdet, Área Metropolitana de Bogotá, breder i huvudsak ut sig väster och norr om staden och har totalt 8 368 419 invånare (2008). Området består av Bogotá samt 18 andra kommuner. Större förorter är Chía, Facatativá, Soacha och Zipaquirá.

## Demografi
| År                                  | Folkmängd |
| ----------------------------------- | --------- |
| 1775                                | 16 233    |
| 1800                                | 21 964    |
| 1832                                | 28 341    |
| 1870                                | 40 883    |
| 1912                                | 121 257   |
| 1918                                | 143 994   |
| 1928                                | 235 702   |
| 1938                                | 325 650   |
| 1951                                | 715 250   |
| 1964                                | 1 697 311 |
| 1973                                | 2 855 065 |
| 1985                                | 4 236 490 |
| 1993                                | 5 484 244 |
| 1999                                | 6 276 428 |
| 2008                                | 7 155 052 |
| Källa: Biblioteca Luis Angel Arango |           |

Bogotá är den stad i Colombia som har flest invånare. Hela kommunen hade en beräknad folkmängd av 7 155 052 år 2008, på en yta av 1 587 kvadratkilometer. Befolkningsdensiteten uppgick till 4 509 invånare per kvadratkilometer. 47,5% av befolkningen är män, och 52,5% är kvinnor. Staden har även landets högsta läskunnighet, med 95,4% av befolkningen över 5 års ålder.
Samhällsservicen har hög täckning, 99,5% av hushållen har el, 98,7% har vatten och 87,9% har telefon. Däremot är det ett ganska stort antal fattiga; 2005 levde 32,6% av befolkningen på mindre än 2 amerikanska dollar per dag.
I Bogotá, liksom resten av landet accelererar urbaniseringen, något som inte enbart beror på industrialiseringen. Utbredd fattigdom och våld har fått många att söka sig från landsbygden till städerna under 1900-talet, detta har lett till exponentiell befolkningstillväxt i städerna, och utbredda slumområden runtom dem. Ett dramatiskt exempel på detta är antalet tvångsförflyttade människor som anlänt till Bogotá. Enligt konsulatet för mänskliga rättigheter anlände över 260 000 människor till Bogotá under perioden 1999–2005 på grund av tvångsförflyttningar.

## Brottslighet
Under 2010 började stadsgerillan ELN röra sig mer fritt i Bogotás innerstad. ELN hade bland annat vid ett flertal tillfällen ockuperat universitetscampus beväpnande med automatkarbiner. Regeringen var oroad över utvecklingen. FARC och ELN finansierade sin verksamhet med kokainhandel och kidnappningar av turister.
Under mitten av 1990-talet betraktades Bogotá som en av de mest våldsamma städerna i världen, bara under 1993 begicks 4 352 mord, 80 per 100 000 invånare.
Men sedan 1995 har staden arbetat hårt för att minska kriminaliteten. 2007 var mordtalet nere i 20 per 100 000 invånare, med 1 401 mord. Idag har Bogotá färre mord per 100 000 invånare än de andra större sydamerikanska städerna; Medellín São Paulo, Caracas och Rio de Janeiro.

## Styrelse

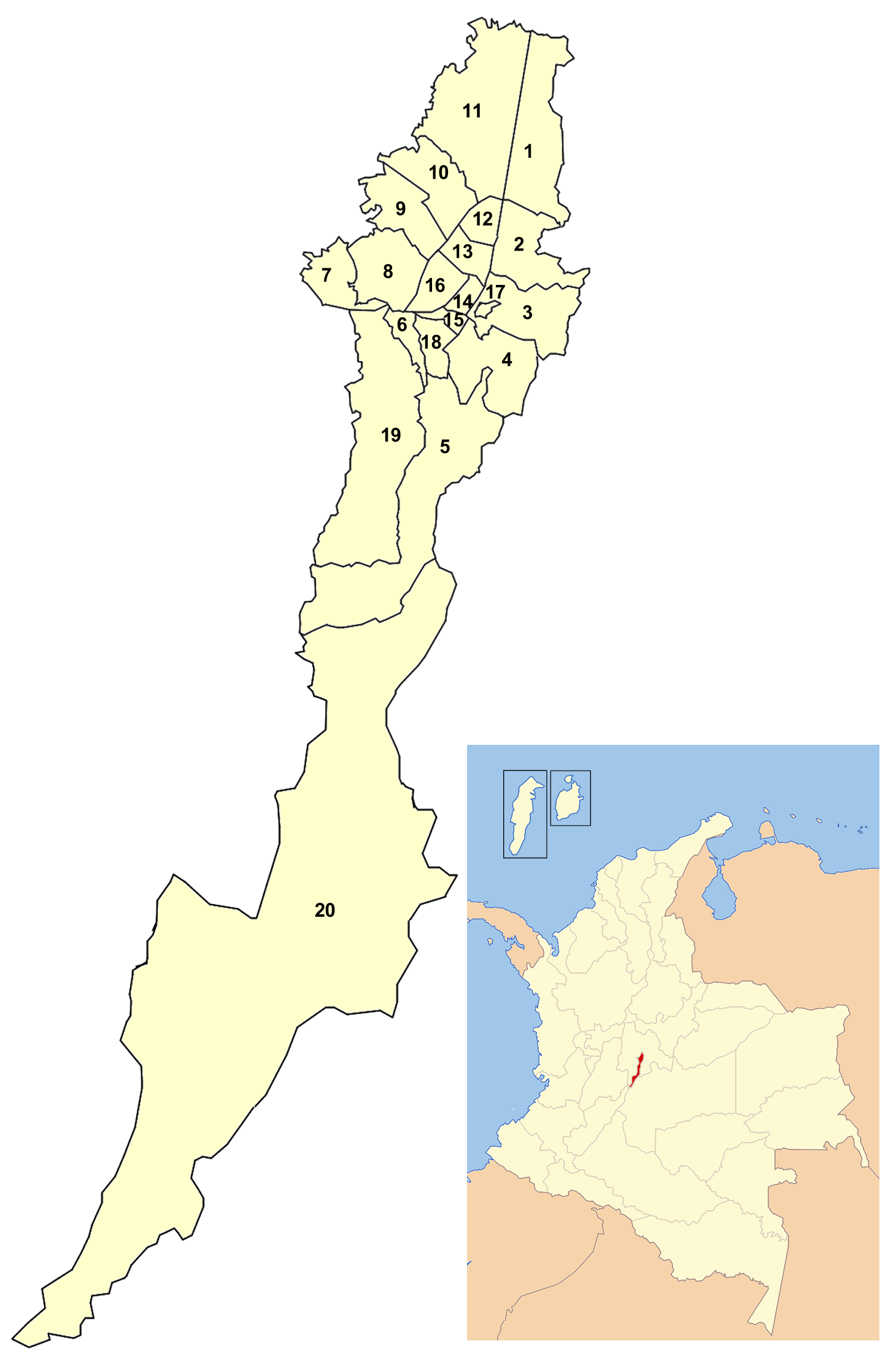
Karta över Bogotás indelning.

Bogotá utgör ett eget huvudstadsdistrikt, Distrito Capital de Bogotá, som inte ingår i något av Colombias departement. Bogotá fungerar även som administrativ huvudort för departementet Cundinamarca som omger större delen av huvudstadsdistriktet. I Bogotá ligger nationalregeringen och departementsregeringen.
Bogotá regeras av en storborgmästare (alcalde mayor) och ett distriktråd (concejo distrital), som är direktvalda.
Bogotá indelas i 20 distriktsdelområden (localidades). Varje distriktsdelområde regeras av ett kommunalråd (junta de acción comunal, JAL) som är direktvalda och en mindre borgmästare (alcalde menor) som utnämns av storborgmästaren.
De 20 distriktsdelområdena är: Usaquén, Chapinero, Santa Fe, San Cristóbal, Usme, Tunjuelito, Bosa, Kennedy, Fontibón, Engativá, Suba, Barrios Unidos, Teusaquillo, Los Mártires, Antonio Nariño, Puente Aranda, Candelaria, Rafael Uribe Uribe, Ciudad Bolívar och Sumapaz.